# Południowo-Wschodni Hufiec Harcerzy
Południowo-Wschodni Hufiec Harcerzy „GRODY” im. gen. bryg. Antoniego Chruściela pseud. Monter – jednostka terytorialna Podkarpackiego Namiestnictwa Harcerzy ZHR. Zrzesza drużyny ZHR działające na terenie Powiatów Jarosławskiego, Przeworskiego, Łańcuckiego i Leżajskiego. Jednostka wcześniej istniała pod nazwą Jarosławski Hufiec Harcerzy „GRODY” do 2009 roku.

## Komendanci
- phm. Krzysztof Pawluk HR (Lubaczów)
- hm. o. Teodor Bielecki HR (Jarosław)
- pwd. Paweł Chrupcała HR (Jarosław)
- hm. Leszek Mac HR (Wysoka Głogowska)
- hm. Łukasz Mróz HR (Przeworsk)
- hm. Leszek Mac HR (Wysoka Głogowska)
- phm. Robert Krupa HR (Szówsko)
- phm. ks. Piotr Krzych HR (Kosina)
- hm. Łukasz Mróz HR (Przeworsk)
- pwd. Sylwester Krawiec HO (Rozbórz)
- pwd. Sebastian Lichota HR (Jarosław)
- phm. Krzysztof Pawluk HR (Lubaczów)
- pwd. Paweł Wojciech Kalinowski HR (Sonina)
- phm. Jakub Uberman HR (Przeworsk)
- phm. Kacper Sawicki HR (Łańcut) - obecny hufcowy

## Drużyny
Drużyny Harcerzy:
- 1 Jarosławska Drużyna Harcerzy „POŚCIG” im. Króla Jana III Sobieskiego - drużynowy pwd. Patryk Olech HO.
- 1 Przeworska Drużyna Harcerzy „BOREK” im. św. Franciszka z Asyżu - drużynowy: pwd. Maciej Krupa HO.
- 4 Łańcucka Drużyna Harcerzy "KARACENA" im. 10 Pułku Strzelców Konnych - drużynowy: pwd. Wojciech Trawka HO.
- V próbna Leżajska Drużyna Harcerzy "Wir" - drużynowy: pwd. ks. Łukasz Mendrala HR

Drużyny Wędrowników:
- 1 Jarosławska Drużyna Wędrowników "ESPADANA" - drużynowy: pwd. Mikołaj Sitko HR.
- 3 Przeworska Drużyna Wędrowników "CIENIE" - drużynowy: pwd. Tomasz Krupa HO.

Gromady Zuchów:
- 1 próbna Jarosławska Gromada Zuchów "Strażnicy Wygasłych Korytarzy" - drużynowy zuchów: pwd. Jan Dziura HO